# Kumordino (obwód twerski)
Kumordino (ros. Кумордино) – wieś (dieriewnia) w Rosji, w obwodzie twerskim, w rejonie kalinińskim. W 2010 liczyła 375 mieszkańców.